# Nord-Trøndelag
Nord-Trøndelag Fylke byl územněsprávní jednotkou ve střední části Norska. Správním centrem území bylo město Steinkjer. Správcem kraje byl Fylkesmann i Nord-Trøndelag. Počet obyvatel dosáhl roku 2015 čísla 135 738. Rozkládal se na ploše 22 415 km².
Nord-Trøndelag hraničil na jihu s krajem Sør-Trøndelag, na severu s krajem Nordland a švédským länem Jämtland. Nord-Trøndelag vznikl v roce 1904, když byl Trondhjems amt rozdělen na Sør-Trøndelag amt a Nord-Trøndelag amt. Od roku 1918 se používá místo amt označení fylke. 1. ledna 2018 byl opětovně sloučen s krajem jižního Trøndelagu do jednoho kraje Trøndelag, který je i zároveň jedním z 5 geografických regionů Norska.

## Geografie
Lidé obývají tuto oblast již tisíce let, dokladem toho jsou četné skalní kresby středního Norska. Správní město Steinkjer mělo v roce 2015 celkem 22 957 obyvatel a značná část obyvatelstva žila v Trondheimsfjordu, který je ve středu jižní části kraje.
Největším jezerem je zde Snåsavatnet. Významnějším tokem je Namsen, který protéká severní částí území od severovýchodu a stáčí se k západu, takže ústí u Namnosu do Nasfjordenu, jednoho z hlavních fjordů severní části kraje. Nasfjorden ústí do zálivu Folda. Pobřeží je členité s mnoha ostrovy, na severu leží Austra, Leka, kolem Foldy Ytre Vikna, Mellom Vikna, Indre Vikna, Borgan, Kvingla, Otterøya, Jøa, Elvalandet a v Trohheimfjordenu Ytterøya.
Územím prochází železniční trať z Trondheimu do Bodø v Nordlandu. Železnice vede po východním břehu Trondheimsfjordu, Breistadfjordu a Snåsavatnetu. Přes jih oblasti prochází železnice z Trondheimu do Östersundu v kraji Jämtland ve Švédsku.

## Obce
Kraj byl před svým zrušením tvořen 23 obcemi.
- Flatanger
- Fosnes
- Frosta
- Grong
- Høylandet
- Inderøy
- Leka
- Leksvik
- Levanger
- Lierne
- Meråker
- Namdalseid
- Namsos
- Namsskogan
- Nærøy
- Overhalla
- Røyrvik
- Snåsa
- Steinkjer
- Stjørdal
- Verdal
- Verran
- Vikna